# Тимский район
Ти́мский район — административно-территориальная единица (район) и муниципальное образование (муниципальный район) на востоке Курской области России.
Административный центр — рабочий посёлок Тим.

## География
Площадь 882 км². Район граничит на севере с Черемисиновским, на юге с Мантуровским, на северо-западе с Щигровским, на юго-западе — с Солнцевским, на севере-востоке с Советским и на юго-востоке — с Горшеченским районами Курской области.
Основная река — Тим.

## История
Район образован в 1928 году в составе Курского округа Центрально-Чернозёмной области. В 1930 году округа были упразднены, район перешёл в непосредственное подчинение областному центру Центрально-Чернозёмной области (Воронеж). В 1934 году вошёл в состав новообразованной Курской области.
1 февраля 1963 года, в результате административной реформы по укрупнению, Тимский район был упразднен, а уже 3 марта 1964 года восстановлен.

## Население
| 1989    | 2002    | 2004    | 2007    | 2009    | 2010    | 2011    | 2012    | 2013    |
| ------- | ------- | ------- | ------- | ------- | ------- | ------- | ------- | ------- |
| 16 278  | ↘14 628 | ↘14 200 | ↘12 765 | ↘12 486 | ↘11 759 | ↘11 671 | ↘11 551 | ↘11 386 |
| 2014    | 2015    | 2016    | 2017    | 2018    | 2019    | 2020    | 2021    | 2024    |
| ↘11 218 | ↘11 084 | ↘10 914 | ↘10 879 | ↘10 767 | ↘10 547 | ↘10 332 | ↘10 208 | ↘9755   |

### Урбанизация
Городское население (рабочий посёлок Тим)  составляет 31,47 % от всего населения района.

### Национальный состав
По итогам переписи населения 2020 года проживали следующие национальности (национальности менее 0,1 % и другое, см. в сноске к строке «Другие»):
| Национальность   | Численность, чел. | Доля     |
| ---------------- | ----------------- | -------- |
| Русские          | 9191              | 90,04 %  |
| Турки            | 319               | 3,13 %   |
| Турки-месхетинцы | 266               | 2,61 %   |
| Армяне           | 114               | 1,12 %   |
| Украинцы         | 60                | 0,59 %   |
| Азербайджанцы    | 29                | 0,28 %   |
| Молдаване        | 18                | 0,18 %   |
| Белорусы         | 13                | 0,13 %   |
| Таджики          | 11                | 0,11 %   |
| Курды            | 11                | 0,11 %   |
| Ингуши           | 11                | 0,11 %   |
| Другие           | 165               | 1,59 %   |
| Итого            | 10 208            | 100,00 % |

## Административное деление
Тимский район как административно-территориальная единица включает 13 сельсоветов и один рабочий посёлок.
В рамках организации местного самоуправления в муниципальный район входят 9 муниципальных образований, в том числе 1 городское и 8 сельских поселений:
| №        | Муниципальное образование | Административный центр | Количество населённых пунктов | Население (чел.) | Площадь (км²) |
| -------- | ------------------------- | ---------------------- | ----------------------------- | ---------------- | ------------- |
| 1e-06    | Городское поселение:      |                        |                               |                  |               |
| 1        | посёлок Тим               | рабочий посёлок Тим    | 1                             | ↗3070            | 3,26          |
| 1.000002 | Сельские поселения:       |                        |                               |                  |               |
| 2        | Барковский сельсовет      | деревня Барковка       | 17                            | ↗872             | 174,21        |
| 3        | Быстрецкий сельсовет      | село Быстрецы          | 4                             | ↗536             | 76,02         |
| 4        | Выгорновский сельсовет    | село 2-е Выгорное      | 4                             | ↘603             | 71,37         |
| 5        | Ленинский сельсовет       | деревня Постояновка    | 7                             | ↘762             | 106,54        |
| 6        | Погоженский сельсовет     | село Погожее           | 4                             | ↘633             | 94,92         |
| 7        | Становской сельсовет      | село Становое          | 11                            | ↘1463            | 133,33        |
| 8        | Тимский сельсовет         | село Введенка          | 5                             | ↘1322            | 71,39         |
| 9        | Успенский сельсовет       | село Успенка           | 14                            | ↘947             | 151,17        |

В ходе муниципальной реформы 2006 года в составе новообразованного муниципального района законом Курской области от 21 октября 2004 года были созданы 14 муниципальных образований, в том числе одно городское поселение (в рамках рабочего посёлка) и 13 сельских поселений в границах сельсоветов.
Законом Курской области от 26 апреля 2010 года был упразднён ряд сельских поселений: Кировский сельсовет (включён в Выгорновский сельсовет); Зареченский сельсовет и Леженский сельсовет (включены в Успенский сельсовет); Рождественский сельсовет и Сокольский сельсовет (включены в Барковский сельсовет). Соответствующие сельсоветы как административно-территориальные единицы упразднены не были.

## Населённые пункты
В Тимском районе 66 населённых пунктов, в том числе один городской (рабочий посёлок) и 65 сельских населённых пунктов.
| №  | Населённый пункт    | Тип             | Население | Муниципальное образование |
| -- | ------------------- | --------------- | --------- | ------------------------- |
| 1  | Барковка            | деревня         | ↘170      | Барковский сельсовет      |
| 2  | Беловские Дворы     | деревня         | ↘19       | Ленинский сельсовет       |
| 3  | Бердянка            | деревня         | ↘75       | Успенский сельсовет       |
| 4  | Богоявленка         | хутор           | ↘14       | Барковский сельсовет      |
| 5  | Бродок              | хутор           | ↗80       | Становской сельсовет      |
| 6  | Букреевка           | хутор           | ↘1        | Барковский сельсовет      |
| 7  | Быстрецы            | село            | ↘334      | Быстрецкий сельсовет      |
| 8  | Введенка            | село            | ↘306      | Тимский сельсовет         |
| 9  | Волобуевка          | село            | ↘235      | Ленинский сельсовет       |
| 10 | Вольная Заря        | хутор           | ↘62       | Барковский сельсовет      |
| 11 | Воскресеновка       | деревня         | ↘165      | Ленинский сельсовет       |
| 12 | Гнилое              | село            | ↘289      | Становской сельсовет      |
| 13 | Гнилуши             | хутор           | ↘124      | Становской сельсовет      |
| 14 | Дмитриевка          | деревня         | ↘78       | Барковский сельсовет      |
| 15 | Дуброва             | хутор           | ↘10       | Барковский сельсовет      |
| 16 | Дуброва             | хутор           | ↘3        | Становской сельсовет      |
| 17 | Еськов              | хутор           | ↘39       | Барковский сельсовет      |
| 18 | Забелье             | деревня         | ↘234      | Успенский сельсовет       |
| 19 | Забелье             | хутор           | ↘27       | Успенский сельсовет       |
| 20 | Заречье             | деревня         | ↘175      | Успенский сельсовет       |
| 21 | Кабицы              | хутор           | ↘2        | Барковский сельсовет      |
| 22 | Калиновка           | деревня         | ↘26       | Тимский сельсовет         |
| 23 | Канищево            | деревня         | ↘69       | Успенский сельсовет       |
| 24 | Кировка             | деревня         | ↘144      | Выгорновский сельсовет    |
| 25 | Кленовое            | хутор           | ↘1        | Становской сельсовет      |
| 26 | Ключи               | деревня         | ↘35       | Успенский сельсовет       |
| 27 | Красный Октябрь     | хутор           | ↘15       | Становской сельсовет      |
| 28 | Леженьки            | село            | ↘379      | Успенский сельсовет       |
| 29 | Лесновка            | хутор           | ↘5        | Успенский сельсовет       |
| 30 | Лисий Колодезь      | деревня         | ↘50       | Погоженский сельсовет     |
| 31 | Луневка             | деревня         | ↘3        | Успенский сельсовет       |
| 32 | Лыньково            | деревня         | ↘0        | Барковский сельсовет      |
| 33 | Морозовка           | деревня         | ↘16       | Барковский сельсовет      |
| 34 | Овсянниково         | деревня         | ↘21       | Успенский сельсовет       |
| 35 | Отрадное            | хутор           | ↘3        | Становской сельсовет      |
| 36 | Пахонок             | село            | ↘103      | Барковский сельсовет      |
| 37 | Погожее             | село            | ↘625      | Погоженский сельсовет     |
| 38 | Постояновка         | деревня         | ↘422      | Ленинский сельсовет       |
| 39 | Прудок              | деревня         | ↘4        | Барковский сельсовет      |
| 40 | Разлив              | хутор           | ↘24       | Становской сельсовет      |
| 41 | Репьевка            | деревня         | ↘62       | Погоженский сельсовет     |
| 42 | Рогозецкий Колодезь | село            | ↘170      | Ленинский сельсовет       |
| 43 | Рогозецкий Луг      | село            | ↘43       | Ленинский сельсовет       |
| 44 | Рогозцы             | село            | ↘282      | Быстрецкий сельсовет      |
| 45 | Рождественка        | село            | ↘200      | Барковский сельсовет      |
| 46 | Соколье             | село            | ↘324      | Барковский сельсовет      |
| 47 | Софиевка            | деревня         | ↘25       | Барковский сельсовет      |
| 48 | Становое            | село            | ↘801      | Становской сельсовет      |
| 49 | Тёплое              | деревня         | ↘4        | Ленинский сельсовет       |
| 50 | Тим                 | рабочий посёлок | ↗3070     | посёлок Тим               |
| 51 | Толстянка           | хутор           | ↘0        | Успенский сельсовет       |
| 52 | Трошиновка          | хутор           | ↘10       | Становской сельсовет      |
| 53 | Трубников           | хутор           | →0        | Быстрецкий сельсовет      |
| 54 | Украинка            | хутор           | ↘38       | Барковский сельсовет      |
| 55 | Успенка             | село            | ↘132      | Успенский сельсовет       |
| 56 | Чаевка              | хутор           | ↘6        | Барковский сельсовет      |
| 57 | Чернышевка          | деревня         | ↘13       | Быстрецкий сельсовет      |
| 58 | Чибисовка           | хутор           | ↘19       | Успенский сельсовет       |
| 59 | Шабановка           | деревня         | ↘124      | Тимский сельсовет         |
| 60 | Щиголевка           | хутор           | ↘45       | Погоженский сельсовет     |
| 61 | Щиголевка           | хутор           | ↘11       | Тимский сельсовет         |
| 62 | 1-е Выгорное        | село            | ↘934      | Тимский сельсовет         |
| 63 | 1-я Каменка         | деревня         | ↘13       | Выгорновский сельсовет    |
| 64 | 2-е Выгорное        | село            | ↘501      | Выгорновский сельсовет    |
| 65 | 2-е Никольское      | деревня         | ↘48       | Успенский сельсовет       |
| 66 | 2-я Каменка         | деревня         | ↘94       | Выгорновский сельсовет    |
| 67 | 3-е Выгорное        | село            | ↘287      | Становской сельсовет      |

## Экономика
Асфальтный завод

## Транспорт
Автомагистрали «Курск—Воронеж», «Щигры—Губкин».

## Достопримечательности
В Тиме — церковь Введения во храм Пресвятой Богородицы (1863 года), в селе Становое — церковь великомученика Георгия Победоносца (1893 года).